# Chaos
För andra betydelser, se Chaos (olika betydelser).
Chaos eller Kaos (Χάος) var i grekisk mytologi den ursprungliga och oändliga världsrymden. Grekerna tänkte sig dock inte denna rymd som ett fullständigt tomrum, utan snarare som fylld av en ännu formlös urmateria. 
Enligt Hesiodos var Kaos det som fanns innan allting annat och ur vilket uppstod "den bredbröstade jorden" Gaia, kärleken Eros, urmörkret Erebos och natten Nyx. Dessa alstrade i sin tur luften Aither och dagen Hemera.
De tidiga försokratiska filosoferna diskuterade bland annat vad urämnet egentligen hade varit. 
Även i andra skapelseberättelser återfinns en ursprunglig avgrund, till exempel i nordisk mytologi, se Ginnungagap, och i Bibeln (Första Moseboken 1:2).